# سن بنوآ، رئونیون
شهر سن بنوآ، رئونیون (به فرانسوی: Saint-Benoît, Réunion) در شهرستان رئونیون در ناحیه رئونیون با جمعیت ۳۳٬۱۸۷ نفر در کشور فرانسه واقع شده‌است